# 红水镇
红水镇，是中华人民共和国甘肃省白银市景泰县下辖的一个乡镇级行政单位。

## 行政区划
红水镇下辖以下地区：
泰安村、谢家梁村、曾家井村、小山村、界碑村、城华村、宋家庄村、羊城村、共建村、清河村、永乐村、大咀子村、红沙岘村、靖安村和昌林村 
。